# Salarizarea în funcție de rezultatele muncii
Salarizarea în funcție de rezultatele muncii reprezintă un tip de instrument al politicii publice prin care salariile sunt distribuite pe baza verificării independente a rezultatelor muncii. Aceasta este susținută în mod activ de către o serie de guverne în vederea implementării mai eficiente a politicilor interne. 
Există, de asemenea, un interes din ce în ce mai mare pentru domeniul dezvoltării internaționale, în cadrul căruia acest tip de salarizare este adesea menționat ca „asistență bazată pe rezultate” (în care relația de finanțare este stabilită între două țări, una în calitate de autoritate finanțatoare și cealaltă în calitate de beneficiar) sau ca „finanțare bazată pe rezultate” (în care relația de finanțare este stabilită între guvernul unei țări în curs de dezvoltare sau o agenție pentru dezvoltare și furnizori din sectorul public sau privat). Există și o serie de alți termeni în uz care adesea pot crea confuzie.
Formele de salarizare în funcție de rezultatele muncii prezintă trei caracteristici esențiale:
- Salarizarea în funcție de rezultate prestabilite
- Discreția beneficiarului asupra modului în care sunt obținute rezultatele
- Verificarea independentă ca o condiție a plății

## Politica internă
Există multe cazuri în care sistemele de salarizare în funcție de rezultatele muncii sunt folosite pentru atingerea obiectivelor politicii interne, în special furnizarea serviciilor sociale sau comunitare, în care plățile se bazează mai mult pe rezultatele obținute de către furnizor decât pe intrările și procesele pe care acestea le presupun. Aplicarea sistemelor de salarizare în funcție de rezultate este adesea promovată ca modalitate de a impulsiona îmbunătățirea serviciilor și de a obține un raport calitate-preț optim prin alinierea stimulentelor financiare la rezultatele dorite.
În practică, guvernele au implementat o gamă variată a sistemelor de salarizare în funcție de rezultate, care se deosebesc după măsura în care:
1. plățile se pot baza pe obținerea unor rezultate pure; și
2. riscul poate fi transferat de la guvern către furnizori.
Cea mai pură formă a salarizării în funcție de rezultate este salarizarea în funcție de norma de producție, care presupune majorarea plăților în conformitate cu norma de producție. În această situație, comisarul (din cadrul guvernului central sau local) este pe deplin îndreptățit să contracteze în funcție de norma de producție pe care o dorește și să transfere riscul financiar de nelivrare către furnizori. Cu toate acestea, comisarii se pot confrunta cu o serie de probleme, din cauza cărora o abordare pură a salarizării în funcție de norma de producție poate fi imposibil de pus în practică sau ineficientă în ceea ce privește atingerea obiectivelor stabilite de către sistemele de salarizare în funcție de rezultate. Aceste probleme rezultă, în principal, din modul în care comisarii reușesc să gestioneze diferite riscuri și responsabilități, în special în ceea ce privește perceperea rezultatelor scontate și a evaluării acestora.
Printre provocări se pot număra furnizarea produselor exclusiv în afara marjei de profit a furnizorului sau a investitorului, ceea ce presupune necesitatea unei plăți în avans sau a unui indicator de performanță în producție; încercarea de a avea suficientă încredere că, în cele din urmă, se vor obține economii în numerar pentru finanțarea producției (de exemplu, o diminuare a recidivei se va traduce printr-o scădere a capacității penitenciarelor);  găsirea unei soluții contractuale care să asigure rezonabilitatea costurilor tranzacționale; și determinarea măsurii în care livrarea produselor poate fi atribuită mai degrabă intervenției efective, decât altor servicii sau factori contextuali. De asemenea, comisarii ar putea observa faptul că furnizorii sunt reticenți în a accepta pe deplin riscul de livrare (de exemplu, în cazul în care există o dependență față de acțiunile sau politicile guvernamentale ulterioare sau atunci când guvernul nu poate transfera în totalitate riscul de livrare).
Nu există cazuri cunoscute în care toate serviciile guvernamentale sunt contractate. În plus, salarizarea în funcție de rezultate nu va fi întotdeauna strategia optimă de contractare, în special atunci când este mai potrivită livrarea internă sau când este nevoie de un control mai strict asupra serviciului furnizat.

### Educația
Salarizarea în funcție de rezultate a fost introdusă în conducerea școlilor britanice în iunie 1862.  Finanțarea școlilor private la nivel național, acestea constituind, în cele din urmă, aproximativ jumătate din numărul total, depindea parțial de rezultatele obținute în urma examinării elevilor de către inspectorii școlari. Sistemul nu a fost deloc apreciat în rândul profesorilor și a condus la creșterea sindicalizării. Acesta a fost abandonat în anul 1890.

### Serviciul Național de Sănătate
În anul 1990 a fost introds un tarif național în cadrul Serviciului Național de Sănătate britanic, acesta fiind și acum în vigoare. În prezent, acest tarif este prevăzut în  Regulamentul de funcționare al Serviciului Național de Sănătate și al organizațiilor responsabile de furnizarea serviciilor medicale în Anglia (Clinical Commissioning Groups) din 2012 (Responsabilități și reguli permanente). Clinical commissioning group⁠(d) și Serviciul Național de Sănătate din Anglia trebuie să încheie cu furnizorii contracte standard de salarizare în funcție de rezultate. Un astfel de contract între un comisar al Servicului Național de Sănătate și un spital membru al trustului este obligatoriu pentru toate serviciile furnizate pacienților Serviciului Național de Sănătate. Îmbunătățirea Serviciului Național de Sănătate este solicitată prin secțiunea 116 din Legea Sănătății și Asistenței Sociale din 2012 pentru a crea un tarif național, ale cărui trusturi trebuie plătite pentru toate serviciile specificate. Există dispoziții pentru majorarea tarifului. Fundația University Hospitals of Morecambe Bay NHS Foundation Trust a fost prima, și singura până acum, care a primit o mărire pentru serviciile sale, acordată de Monitor (din cadrul Serviciului Național de Sănătate) din cauza „costurilor ridicate asociate acestui trust, care oferă servicii medicale în numeroase locuri din zone rurale”. Se plătește mai mult pentru accidente, urgențe, chirurgie, traume și ortopedie, pediatrie, sănătatea femeilor și pentru condiții medicale care implică intervenții de urgență. Se preconizează ca toate acestea să crească venitul trustului cu mai mult de 20 de milioane de lire pe an.

## Dezvoltare internațională
O gamă largă de instrumente din domeniul dezvoltării internaționale poate fi caracterizată prin salarizarea în funcție de rezultate, multe dintre acestea oferind stimulente atât pentru atingerea rezultatelor dorite, cât și pentru sporirea producției de către guvernele țărilor în curs de dezvoltare, agențiile publice, operatorii comerciali și organizațiile societății civile. Corelând 
plata cu rezultatele, salarizarea în funcție de rezultate reprezintă o alternativă pentru cea mai mare parte a Asistenței Oficiale pentru Dezvoltare (AOD), aceasta fiind acordată în general sub formă de subvenții, împrumuturi și garanții și, prin urmare, este plătit în avans. 
Adepții salarizării în funcție de rezultate susțin că această abordare prezintă o probabilitate mai mare de a-și atinge obiectivul de dezvoltare, cu riscuri mai mici de risipă, mai multe libertăți și stimulente pentru ca beneficiarul să-și poată înnoi sau atinge obiectivul dorit, la cele mai mici costuri. Posibilele critici privind această abordare se referă la necesitatea obținerii unei prefinanțări de către beneficiari, riscul de a întâmpina consecințe neintenționate, costuri mai mari de monitorizare și de verificare, precum și dificultatea de a stabili nivelul optim de stimulare (ceea implică riscul comportamentului de tip rent-seeking).
Asistența bazată pe rezultate se referă la stimularea rezultatelor la nivel național și implică legătura dintre Asistența Oficială pentru Dezvoltare (AOD) (de exemplu, de la agenții bilaterale sau multilaterale de dezvoltare la guvernele țărilor în curs de dezvoltare) și rezultatele verificabile, precum performanța față de unul sau mai mulți indicatori de rezultat sau implementarea cu succes a unui program guvernamental. Rezultatele posibile ar putea include numărul copiilor care au promovat un examen, o ameliorare în ceea ce privește rata mortalității infantile sau o creștere semnificativă a numărului de oameni care au acces la energie. 
Finanțarea bazată pe rezultate se referă la producția națională sau locală și poate fi utilizată de către guvernele țărilor în curs de dezvoltare (naționale sau locale), agențiile publice sau agențiile de dezvoltare ca stimulent pentru furnizarea bunurilor sau serviciilor, pentru crearea sau extinderea piețelor sau pentru încurajarea inovării. Posibilele rezultate vizate ar putea include numărul de vaccinuri administrate, numărul de profesori instruiți, numărul de conexiuni electrice noi furnizate într-o zonă definită. Finanțarea bazată pe producție include abordări precum Asistența bazată pe rezultate.
Exemplele existente de programe ale salarizării în funcție de rezultate includ Parteneriatul Global privind Asistența bazată pe rezultate și Finanțarea bazată pe rezultate pentru Sănătate. Cu toate acestea, interesul pentru salarizarea în funcție de rezultate în sectorul de dezvoltare internațională este în creștere. . Departamentul pentru Dezvoltare Internațională din Regatul Unit se ocupă de conducerea Asistenței de Plată în Numerar (o formă de asistență bazată pe rezultate) și a programelor de finanțare bazate pe rezultate în cadrul mai multor țări; Banca Mondială a lansat recent Programul pentru Rezultate (PforR), un nou tip de împrumut bazat pe rezultate; iar UE cercetează abordările bazate pe rezultate privind componenta de asistență a cadrului financiar multianual din 2014.